# Socket G2
Socket G2（rPGA 988B），是一款由英特尔开发的CPU插座，用于其移动端的Core i7系列中央处理器，Core 2系列中央处理器的继任者，以及几个移动端的Core i5和Core i3系列中央处理器，它们基于英特尔的Sandy Bridge和Ivy Bridge架构。与其前代产品Socket G1一样，Socket G2只能在双通道内存模式下运行，但数据传输速率高达1600 MHz，与LGA 1366平台和后续Xeon插槽独有的三通道模式相反。使用Socket G2的CPU也称为FCPGA988插槽处理器，其引脚与PPGA988兼容。
几乎所有使用此CPU插座的主板都被便携式计算机等移动产品使用，不过确实存在一些使用此CPU插座的台式机主板。例如，Supermicro生产了许多使用QM77芯片组Mini-ITX规格的主板。

## 技术规格
- 拥有988个引脚
- 其引脚排列在 35 × 36 网格阵列中（由于一个引脚的位置不同，它与同样拥有988个引脚的Socket G1插座不兼容）
- 18 × 15 尺寸的网格不设引脚，而是放置其他的电子元件。[3]
- rPGA 中的 r 是指在此插座设计中减小的间距，即 1 mm × 1 mm。[4]

有一款同时兼容两种处理器的CPU插座 rPGA 989，可以采用Socket G1 （rPGA988A） 或Socket G2（rPGA988B） 处理器。
支持的内存：
- DDR3 SoDIMM （1066-1333 MHz， Sandy Bridge）;DDR3\DDR3L 160 0 无需 DDR3L 功率优化和 1333 MHz 时钟速度即可工作。
- DDR3\DDR3L SoDIMM （1066-1600 MHz， Ivy Bridge）[3]

## 支持的处理器
此CPU插座支持两种不同架构的CPU，分别是Sandy Bridge和Ivy Bridge。对应第2代酷睿和第3代酷睿的移动版。
英特尔“Sandy Bridge” （32 nm）
酷睿 i7 四核
i7-2960XM， i7-2920XM， i7-2860QM， i7-2820QM， i7-2760QM， i7-2720QM， i7-2710QE， i7-2670QM， i7-2630QM
酷睿 i7 双核
i7-2620M， i7-2640M
酷睿 i5 双核
i5-2540M， i5-2520M， i5-2510E， i5-2450M， i5-2435M， i5-2430M， i5-2415M， i5-2410M
酷睿 i3 双核
i3-2370M， i3-2350M， i3-2348M， i3-2332M， i3-2330M， i3-2330E， i3-2328M， i3-2312M， i3-2310M， i3-2310E， i3-2308M
奔腾
B980， B970， B960， B950， B940
赛扬
B840， B830， B820， B810， B805， B800， B730，B720
英特尔“Ivy Bridge” （22 nm）
酷睿 i7 四核
i7-3940XM， i7-3920XM， i7-3820QM， i7-3840QM， i7-3720QM， i7-3740QM， i7-3632QM， i7-3630QM， i7-3612QM， i7-3612QE， i7-3610QM
酷睿 i7 双核
i7-3520M， i7-3540M
酷睿 i5 双核
i5-3380M， i5-3360M， i5-3340M， i5-3330M， i5-3320M， i5-3230M， i5-3210M
酷睿 i3 双核
i3-3130M， i3-3120M， i3-3120ME， i3-3110M
奔腾
2030M， 2020M， A1018
赛扬
1020M， 1020E， 1005M， 1000M